# Wimbledon Football Club
Ne doit pas être confondu avec Association Football Club Wimbledon.
Maillots
Le Wimbledon Football Club est un ancien club de football anglais fondé en 1889 et basé à Wimbledon, près de Londres. 
Le Wimbledon FC évolue en première division du championnat d'Angleterre (nommée First Division puis Premier League) de 1986 à 2000. Surtout, le club remporte la FA Cup en 1988 face aux champions d'Angleterre de Liverpool.
Le club disparaît factuellement en 2004, à la suite du déménagement de l'équipe à Milton Keynes, à près d'une centaine de kilomètres de Wimbledon, donnant ainsi naissance au Milton Keynes Dons. Les anciens supporters du Wimbledon FC créent alors ensuite en réaction l'AFC Wimbledon.

## Histoire

### Origine et débuts du club
Le Wimbledon Old Central Football Club est fondé en 1889, le club tenant son nom de la Central Old School de Wimbledon où les joueurs avaient été les élèves.

La décision d'abandonner le nom de "Old Central" est prise lors d'une réunion le 1er mai 1905. Le club devient donc officiellement le Wimbledon Football Club.
Il passe la plupart de son histoire en ligue amateur et semi-professionnels.

### Premiers succès et débuts professionnels
Wimbledon remporte la FA Cup Amateur lors de la saison 1962-1963. Ce succès et les nombreux autres acquis en ligues amateur pousse le club à devenir professionnel lors de la saison 1964-1965.
Le Wimbledon FC entre dans la Ligue de football en 1977.

### Le Crazy Gang
Le club atteint la première division en 1986 après seulement neuf saisons dans la ligue. Le club passe de la Football League Fourth Division (quatrième division) à la Premier League en seulement quatre saisons. Les observateurs voient le club redescendre la saison suivante en seconde division mais Wimbledon termine à une étonnante sixième place lors de cette saison 1986-1987. C'est durant cette période que le club acquiert le surnom de « Crazy Gang » en raison du comportement excentrique de ses joueurs (notamment Dennis Wise, Mick Harford, John Fashanu, Vinnie Jones, Lawrie Sanchez et Wally Downes) et des supporters.
Le fait le plus marquant du club intervient lors de la saison 1987-1988 quand il remporte la FA Cup face au grand Liverpool 1-0 (but de Lawrie Sanchez). Le Wimbledon FC ne peut cependant pas concourir à la Coupe des coupes l'année suivante, en raison de l'interdiction faite en 1985 par l'UEFA aux clubs anglais, à la suite du drame du Heysel, de participer aux Coupes d'Europe. Les années qui suivent sont bonnes pour le Wimbledon FC puisque le club finit souvent bien classé et atteint quelques demi-finales de coupe nationale.
En 1991, le club est forcé d'abandonner son vétuste Plough Lane, utilisé depuis 1912, et déménage au Selhurst Park, alors le stade du Crystal Palace. À l'issue de la saison 1999-2000, Wimbledon est relégué en seconde division après 14 ans dans l'élite.

### Disparition progressive du club
Durant le mois d'août 2001, le président du club annonce son déménagement à Milton Keynes, à près de cent kilomètres de là, entraînant la colère des supporters. Le déménagement du club a lieu en septembre 2003. Le club devient alors le Milton Keynes Dons en 2004.

## Palmarès
| Compétitions nationales | Compétitions régionales | Compétitions internationales                  |
| - Coupe d'Angleterre (1) : - Vainqueur : 1987-88. - Championnat d'Angleterre D2 : - 3e : 1985-86. - Championnat d'Angleterre D3 : - Vice-champion : 1983-84. - Championnat d'Angleterre D4 (1) : - Champion : 1982-83. - 3e : 1978-79 et 1980-81. - Coupe d'Angleterre amateur (1) : - Vainqueur : 1962-63. - Finaliste : 1934-35 et 1946-47. | - Football League Group Cup : - Finaliste : 1980-81. - Southern Football League (D7-D8) (3) : - Champion : 1974-75, 1975-76 et 1976-77. - Vice-champion : 1967-68. - Isthmian League (D7-D8) (8) : - Champion : 1930-31, 1931-32, 1934-35, 1935-36, 1958-59, 1961-62, 1962-63 et 1963-64. - Vice-champion : 1949-50 et 1951-52. | - Coupe anglo-italienne : - Finaliste : 1976. |

## Personnalités du club

### Entraîneurs du club
| # | Nom            | Période     |
| - | -------------- | ----------- |
| 1 | H.R. Watts     | 1930 – 1946 |
| 2 | Doc Dowden     | 1946 – 1955 |
| 3 | Les Henley     | 1955 – 1971 |
| 4 | Mike Everitt   | 1971 – 1973 |
| 5 | Dick Graham    | 1973 – 1974 |
| 6 | Allen Batsford | 1974 – 1978 |
| 7 | Dario Gradi    | 1978 – 1981 |
| 8 | Dave Bassett   | 1981 – 1987 |

| #  | Nom            | Période     |
| -- | -------------- | ----------- |
| 9  | Bobby Gould    | 1987 – 1990 |
| 10 | Ray Harford    | 1990 – 1991 |
| 11 | Peter Withe    | 1991 – 1992 |
| 12 | Joe Kinnear    | 1992 – 1999 |
| 13 | Egil Olsen     | 1999 – 2000 |
| 14 | Terry Burton   | 2000 – 2002 |
| 15 | Stuart Murdoch | 2002 – 2004 |

### Anciens joueurs du club
| - Andy Thorn - / Carl Cort - Dean Blackwell - Laurie Cunningham - Dean Holdsworth - Dennis Wise - Eric Young |  | - Gary Blissett - Mick Harford - Ian Selley - John Fashanu - Lawrie Sanchez - Neil Shipperley - Vinnie Jones |

### Présidents
- Chris Koppel
- Sam Hammam